# Farmàcia Llop
La Farmàcia Llop és una farmàcia catalogada com a monument del municipi de Sabadell (Vallès Occidental) inclosa en l'Inventari del Patrimoni Arquitectònic de Catalunya.

## Descripció
Farmàcia que ocupa una part dels baixos de l'edifici. La decoració de la façana s'ha realitzat a partir de treball de fusteria. Dues pilastres flanquegen l'entrada, sustentades per un basament, decorada amb motius geomètrics. La part superior de la pilastra recorda a la composició, molt esquematitzada, d'un capitell. Aquestes pilastres sostenen un ràfec pronunciat que conté el rètol indicador de l'establiment. La decoració més rica es troba a l'interior i està realitzada també amb fusta i es basa en prestatges, que cobreixen les parets interiors, i el taulell amb un disseny original, on la part central d'aquest la forma el vèrtex de dues línies còncaves. Del centre de cadascuna d'elles surten dues pilastres. Tot aquest parament està ornamentat amb motius vegetals, sota un tractament modernista.

## Història

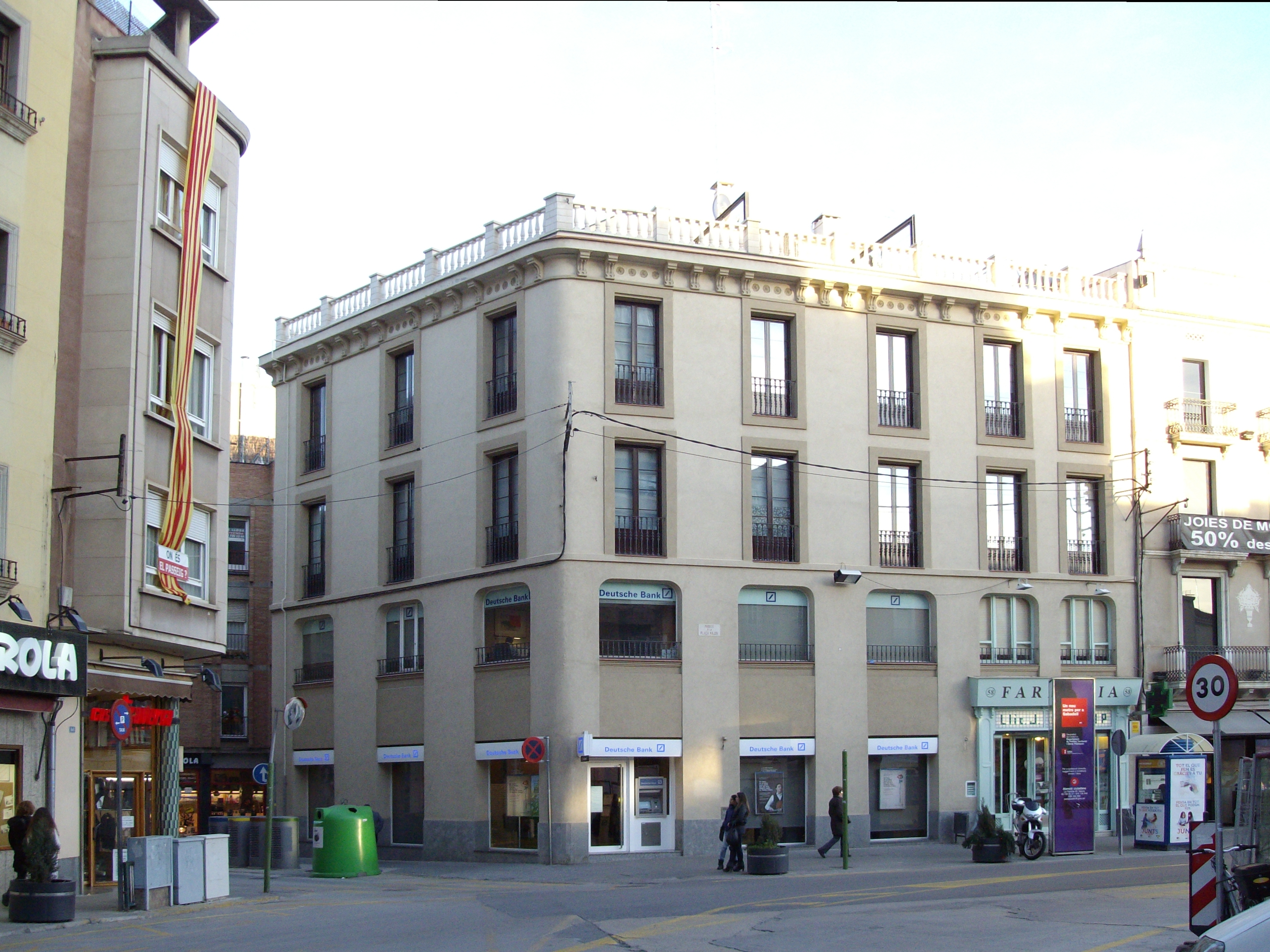
Casa Vicenç Ferrer

La farmàcia Llop ocupa un part dels baixos de l'antiga casa Vicenç Ferrer. Aquesta casa va ser construïda el 1901 per Juli Batllevell, als baixos de l'edifici es trobava la drogueria "Las Drogas" (actual Deutsche Bank). El 1902 s'enderroca la casa contigua i s'eixampla l'edifici, instal·lant la farmàcia "La Barcelonesa" (actual farmàcia Llop).
La façana de la casa Vicenç Ferrer ha estat parcialment transformada, en les diferents modificacions que s'han realitzat s'han eliminat els balcons i les tribunes.